# Angelo Quattrocchi
Angelo Quattrocchi (Cantù, 12 novembre 1941 – Roma, 6 giugno 2009) è stato un attivista, scrittore, giornalista ed editore italiano.
È stato una figura centrale del beat, della contestazione e della controcultura italiani.; considerato una figura storica dell'underground italiano, un vero simbolo dell’Italia alternativa degli anni '70, ha rappresentato tutte le peculiarità dei movimenti underground in Italia.

## Biografia
Viaggia molto negli anni sessanta e settanta, soprattutto prendendo parte all'underground e ai movimenti londinesi e californiani. A Londra collabora alla rivista di controcultura OZ, mentre pubblica a Parigi nel 1968, a ridosso del Maggio francese, il suo primo libro The Beginning of the End, poi ristampato in Italia con il titolo E quel maggio fu: rivoluzione!. In California, nei primi anni settanta, continua la collaborazione con l'ambiente culturale underground, e fa la conoscenza dell'attivista Jerry Rubin, del fumettista Robert Crumb e della femminista Angela Davis; intrattiene una relazione sentimentale con l'avvocata di quest'ultima, Beverly Axerold, con la quale rientra a Roma, dove fonda la rivista di controcultura Fallo!, un titolo ispirato a Do It! di Jerry Rubin, e il periodico Roman High.
Nel 1972 è il promotore con Marcello Baraghini e Matteo Guarnaccia della Lista ippi, o "Partito ippi", che si presenta alle elezioni politiche per rappresentare gli hippy italiani, e che viene presentata al Carta vetrata, storico locale underground di Bollate. Il simbolo del partito è un jolly, e così dichiara Quattrocchi alla stampa: «Chiarisce abbastanza gli intenti del partito: le elezioni sono un gioco, andiamo a giocare anche noi». Il programma della lista elettorale prevede, tra le altre cose, l'abolizione degli asili, delle scuole, delle chiese, delle caserme, la legalizzazione di hashish e marijuana e il rendere gratuiti i trasporti, le case, le medicine e i concerti rock
Nel 1976 pubblica Italia alternativa, così recensito su La Stampa: «E' uno strumento indispensabile a chi tra i giovani si richiama all'underground, alla psichedelia, a chi è andato ai concerti rock o ha fumato marijuana (senza farne un bene di consumo), a chi si richiama comunque a un'alternativa». 
Negli anni '80 è stato uno dei collaboratori di Frigidaire.
Durante un processo per oscenità a causa del suo racconto Gelosia d'amore, storia erotica di Cappuccetto Rosso, fa la conoscenza dell'attivista per i diritti civili Carla Simeoni, con la quale inizia una relazione e si trasferisce in una comune all'Elmo, in provincia di Grosseto: da questa unione nasce nel 1979 l'artista Lapo Simeoni. In Maremma, Quattrocchi fa attivismo politico e pubblica alcuni libri quali Maremma e dintorni e Miti, riti, magie e misteri degli etruschi; tra le sue battaglie, si ricorda la lotta contro la centrale nucleare di Montalto di Castro. Si trasferisce per un breve periodo a Sassofortino con la nuova compagna, Annie Colucci, dalla quale ha due figli, e rientra poi negli anni novanta stabilmente a Roma, dove nel 1998 fonda la casa editrice Malatempora.
È autore di una ventina di libri, tra cui Wounded Knee: indiani alla riscossa, Come e perché difendersi dalla tv, il romanzo Ultimi fuochi e La battaglia di Genova sulle giornate di contestazione e di repressione in occasione del G8, nel luglio del 2001.

## Opere
- E quel maggio fu: rivoluzione! (1968)
- Timothy Leary: il profeta (1974)
- Italia alternativa (1976)
- Wounded Knee. Gli indiani alla riscossa (1976)
- Come e perché difendersi dalla tv (1986)
- Maremma e dintorni (1986)
- Miti, riti, magie e misteri degli etruschi (1992)
- Magia e malie dell'est europeo (1992)
- Dai... stacca la spina! Manifesto per la riscossa antitelevisiva (1996)
- Carnalità. 99 racconti erotici (1999)
- Veridica storia dei giubilei. Da un assassinio (1300) a un imbroglio (2000) (1999)
- La battaglia di Genova
- Il pastore tedesco (2005)
- No, no, no! Ratzy non è gay (2007)
- Elisabeth Batory. La torturatrice
- Ultimi fuochi
- Veltroni. Il cavaliere rosa (2008)